# Вежа Зенона
44°36′32″ пн. ш. 33°29′42″ сх. д. / 44.60889° пн. ш. 33.49500° сх. д.

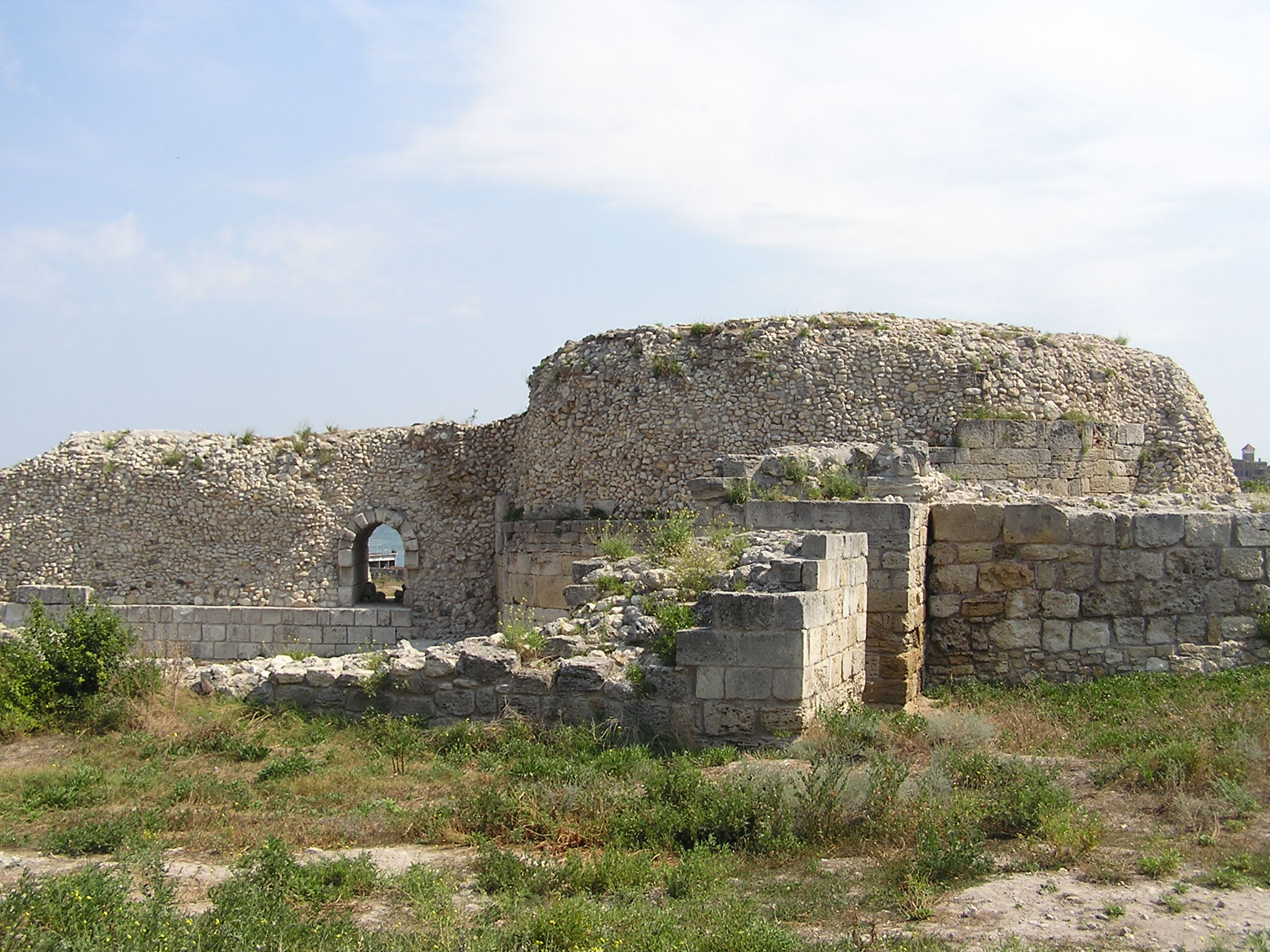
Вежа Зенона. Вид з фортеці. На передньому плані видна протейхизма — передова оборонна стіна

Вежа Зенона, Вежа Зінона (фортечна вежа XVII) — оборонна лівофлангова вежа Херсонеса — міста, заснованого давніми греками на південно-західному узбережжі Криму (нині — на території національного музею-заповідника «Херсонес Таврійський»). Вежа Зенона була споруджена в II століття до н. е. Це одна з найкраще збережених оборонних споруд міста, місце численних археологічних знахідок, видатна архітектурно-історична пам'ятка Криму .
Археологічні розкопки навколо вежі дозволили зібрати колекцію творів скульптури, живопису, епіграфіки та декоративно-вжиткового мистецтва .

## Місцезнаходження

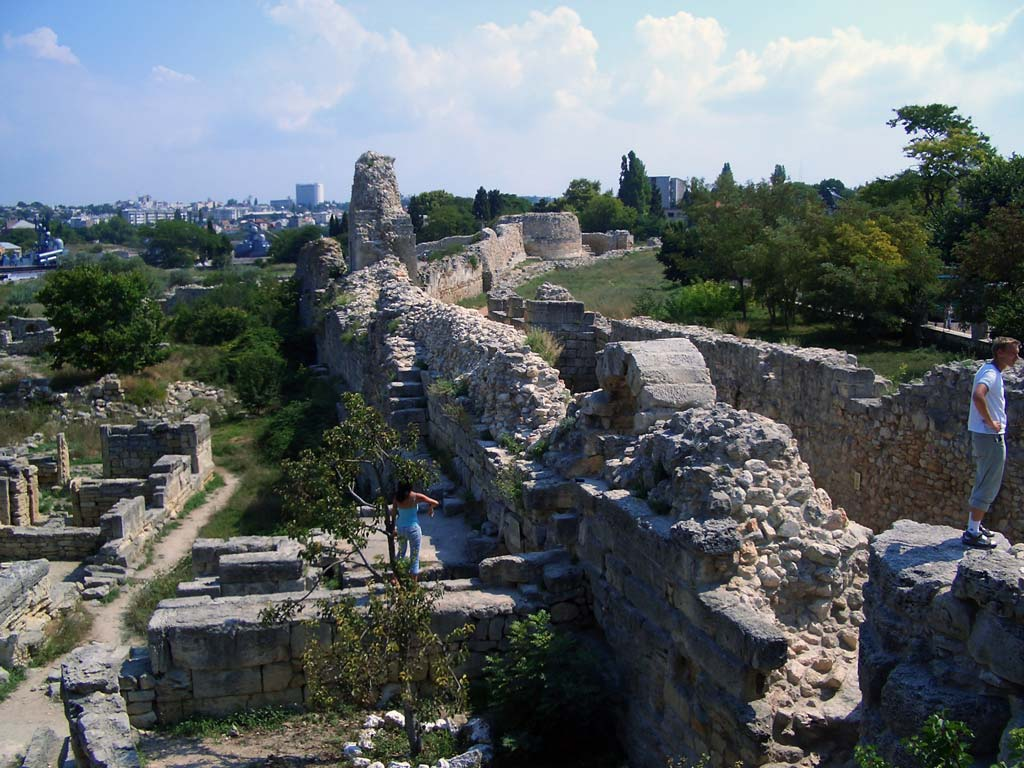
Фортечна стіна. Вид з боку головної міської брами. На дальньому плані видно вежу Зенона.

Розташована на захід від Карантинної бухти, неподалік від берега, на розі між куртинами 19 і 20, біля східної ділянки фортечних мурів . Географічні координати: 44 ° 36 '32 «північної широти, 33 ° 29' 42» східної довготи.
Перед вежею знаходиться протейхизма — передова оборонна стіна, між протейхизмою і вежею вільний простір — перибол. Майже під прямим кутом від вежі відходять клавікули — допоміжні оборонні стіни, одна з них напівзруйнована і спрямована в бік Карантинної бухти, друга стіна йде в бік міської брами .
З верхнього майданчика вежі Зенона відкривається широка панорама цитаделі, Портового району і Карантинної бухти .

## Оборонне значення
Башта Зенона прикривала підхід до Херсонесу Таврійського з південного боку  і мала важливе значення в системі оборони . Це була найпотужніша вежа на південно-східному фланзі оборони . Завдяки своєму розташуванню вежа Зенона неодноразово зазнавала ударів ворога, залишалася без підтримки сусідніх груп захисників міста та перебувала під перехресним вогнем .
Висота вежі становить дев'ять метрів, її діаметр більше двадцяти трьох метрів . Усередині вежі знаходилися приміщення для варти, яка охороняла зовнішню браму міста та хвіртку до периболу . Хвіртка у вежі була зроблена для того, щоб захисники міста могли повертатися до себе після диверсійних вилазок під час облоги міста військами противника. Захисники виходили через інші ворота, а поверталися, через вхід у вежі Зенона. Це було влаштовано з таким розрахунком, щоб пересуваючись по периболу воїни знаходилися лівим боком до ворога, оскільки лівий бік був прикритий щитом . Після входу до вежі з боку периболу знаходиться цитадель, що становить замкнений простір .
Розташування вежі відрізняється від канону — вона розташована не праворуч від головної брами, а ліворуч. Таке планування давало краще прикриття захисникам міста й робило вразливішим нападників, адже щоб дістатися до головної брами можна було пройти через ворота в протейхизмі й далі по довгому периболу, перебуваючи правим незахищеним боком під вогнем з вежі та прилеглих до неї куртин. Таким чином, проходячи до основної міської брами, противник мав опинитися спиною до башти Зенона .

## Конструкція
Вежа побудована з великих, добре обтесаних плит місцевого вапняку. Плити ретельно підігнані одна до одної й укладені за особливою системою: ряди плит, встановлені на ребро, чергуються з рядами плит, укладеними плазом. Також чергуються зовнішня сторона каменів, вона то вузька, то широка . Каменоломні для видобутку вапняку перебували неподалік, остаточне допасування плит проводилося вже у самій вежі, про що свідчать знайдені під час археологічних розкопок численні уламки щебеню. Камені покладені насухо, без скріпляючого розчину, стіни трималися за рахунок власної ваги, тож підгонка плит мала бути дуже точною, що досягалося за рахунок пропиловки швів після установки плит в кладку .
Для того, щоб вежа була правильної круглої форми на всій висоті будівельники застосовували такий прийом: в центрі був створений підсобний стовп від якого вимірювався радіус. В основі підсобного стовпа встановлювався масивний блок, на якому кріпився стрижень з мотузкою рівною радіусу вежі. Після створення ряду кладки на блок підстави встановлювався наступний, а вільний простір заповнювався глиною і необробленими бутовими камінням .

## Назва
Назва вежі умовна й дана на честь візантійського імператора Зенона Ісаврійца, який виділив гроші на ремонт вежі, що відомо з напису, знайденому на плиті з білого мармуру, вмурованій в основу вежі :
|  | Самодержець кесар Зенон, благочестивий, переможець, трофеєносний, найбільший, прісночтимий. Їх благочестя, запалився горливістю як у всіх містах, так і в цьому його місті, дарувало видачу грошей, саме збираються з Митниця тутешнього вікарата відданих баллістаріев. На ці (суми) відновлюючи стіни на спасіння цього самого міста і благоденствує, поставили ми цей напис у вічне спогад їх царювання. Відновлено ж вежа ця працею ясновельможного комита Діогена, літа 512, індикта 11-го. |

Напис з цієї плити був уперше оприлюднений академіком Петером Симоном Палласом в 1801 році  , в його описі подорожі 1794 року до Криму, разом з описом інших пам'яток. Паллас ознайомився з плитою у Карла Івановича Габлиця у якого в той час вона зберігалася. Такий самий напис був опублікований і французьким дипломатом Кузінері, який за його словами знайшов його в підвалі мечеті Салонік не пізніше 1793 року і зняв копію. Дослідник Криму Олександр Львович Бертьє-Делагард вивчив повідомлення Палласа і Кузінері та в своїй роботі «Напис часів Імператора Зенона, у зв'язку з уривками з історії Херсонеса» , присвяченій цій плиті, розібрав версії походження напису.
За однією версією, плиту до Криму з Салонік могли привезти греки, що переселялися в Таврійську губернію внаслідок переслідування турками, однак, Бертьє-Делагард відкидає цю версію як малоймовірну через те, що плита важить 300 кілограмів і перевезення такої важкої плити малоймовірне, до того ж греки-християни не мали доступу до мечеті. За іншою версією, плиту могли привезти в Севастополь російські військові моряки, що цікавилися античною історією, але для цього їм потрібно було таємно викрасти великий камінь з мечеті й зберегти в таємниці доставку від інших моряків, крім того російські судна в цей час не заходили в Салоніки .
Відхиливши версії доставки плити з Туреччини до Криму Бертьє-Делагард припустив, що Габлиць або Кузінері могли помилитися і аргументував справжність плити тим, що Габлиць відомий вчений, якому немає потреби фальсифікувати місце знахідки, до того ж він ніде не використовував цей напис у своїх наукових працях. З іншого боку, Кузінері напис на плиті приводив на доказ своїх міркувань, які Бертьє-Делагард назвав безпідставними фантазіями. Також у зазначеній мечеті немає підвалів та інших підземних приміщень .
Віталій Миколайович Даниленко та Раїса Микитівна Токарева в своїй книзі «Вежа Зенона»  припускають, що Кузінері міг помилитися через те, що згадував про напис у віці вісімдесяти років на підставі записів, які зробив близько сорока років до цього і його могла підвести пам'ять: переписаний запис з чужої публікації він міг сприйняти за свій .
До появи роботи Бертьє-Делагарда наукове співтовариство не пов'язувало напис на плиті з Херсонесом і змінило своє ставлення тільки після цієї нової публікації. Кам'яний блок з написом в наш час[коли?] зберігається в музеї .
Існує припущення, що в часи Середньовіччя вежа носила ім'я Сиагрія, що в перекладі з грецької мови означає «мисливець на кабанів» .

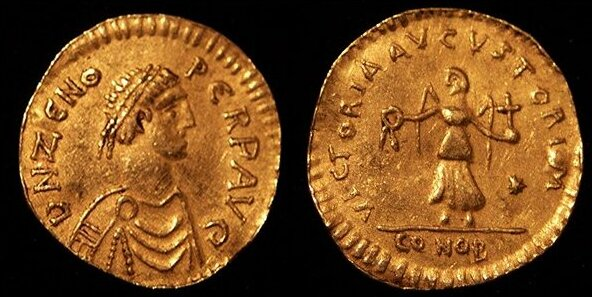
Монета імператора Зенона, після 476 року.
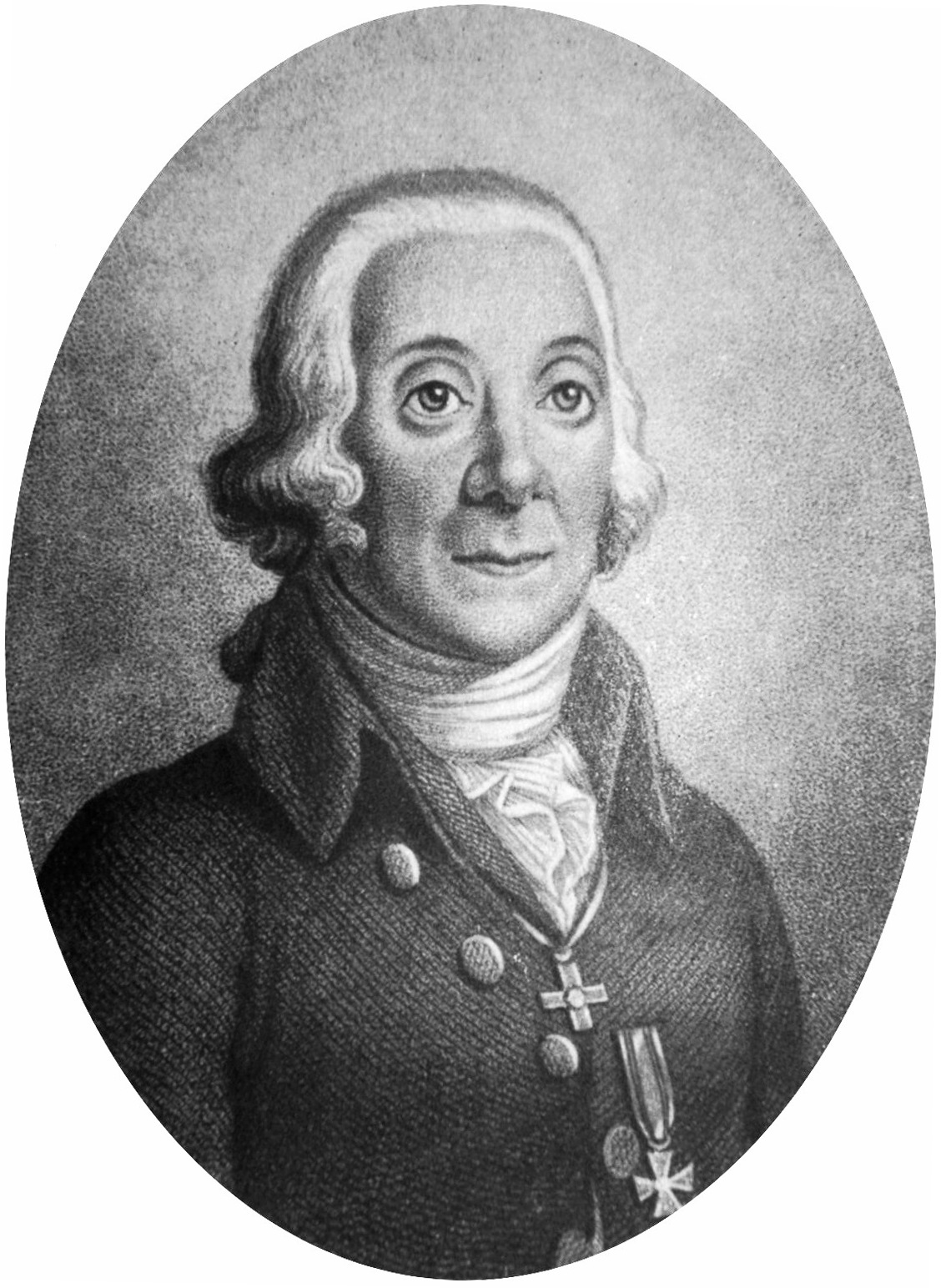
Петер Симон Паллас, який вперше опублікував текст з таблички з вежі
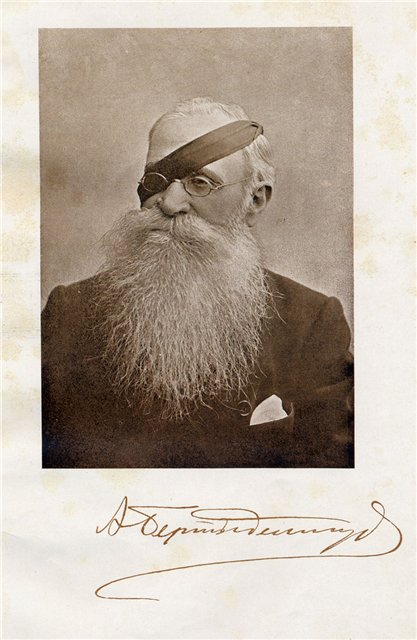
Олександр Львович Бертьє-Делагард завдяки якому закріпилася назва вежі

## Історія будівництва
Вежа Зенона була ключовою ділянкою оборони, тому за час свого існування неодноразово зміцнювалася жителями міста і зараз складається з декількох шарів кладки . Найдавніша частина вежі була побудована разом з новою оборонною стіною в другій половині II століття до н. е. в період війн Херсонеса Таврійського зі скіфами й має діаметр 8 метрів 95 сантиметрів, а висоту трохи менше 7 метрів . Для її будівництва через нестачу будівельних матеріалів були використані надгробні пам'ятники з некрополя Херсонеса Таврійського. На частині надгробних пам'ятників збереглися поліхромні розписи (енкаустики) IV—III століть до н. е. Серед цих розписів найвідомішим є «портрет юнака», який зараз зберігається в античній експозиції музею . Стіну вежі зробили монолітною і забутованною каменем . На верхній частині вежі спорудили парапет за яким ховалися лучники, інша частина вежі воїнами-захисниками не використовувалася.
Приблизно через 100—150 років після спорудження вежі вона була посилена додатковим кільцем кладки, для чого були використані великі кам'яні блоки . Зміцнення вежі знадобилося тому, що на той час вона була сильно пошкоджена  та була недостатньо масивною для оборони порту, розташованого біля вежі, й римського гарнізону, що перебував у цей час у Херсонесі . Після облицювання діаметр башти збільшився до одинадцяти з половиною метрів .

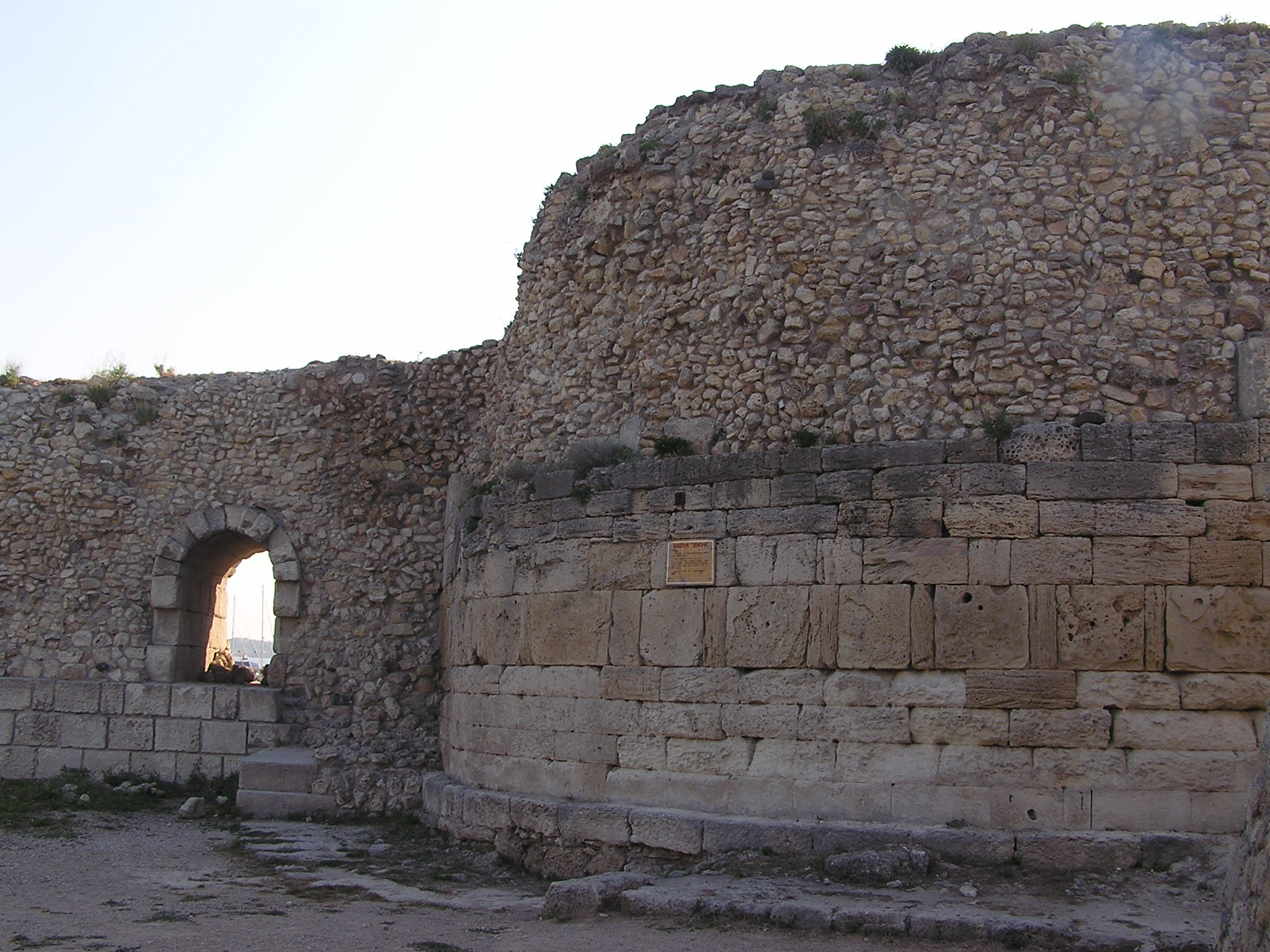
Вежа Зенона. Вид ззовні фортеці. Видно нижні ряди кладки третього будівельного періоду, складені з масивних каменів.

У 488 році було виділено кошти на переробку, про що згадується в написі, який дав вежі сьогоднішнє ім'я . Було додано ще одне кільце укріплення. До наших днів від цього кільця в періболі у 19-ій куртині збереглися нижні ряди облицювання . Посилення вежі було пов'язане з удосконаленням на той час стінобитних машин та іншої техніки для облоги фортець . Після зведення додаткового панцира, діаметр вежі збільшився до 15,8 метрів . Нижню протитаранную частину зробили монолітною, а на висоті чотирьох метрів всередині другого оборонного кільця було створено приміщення, для чого на цій висоті повністю розібрали перше оборонне кільце і частину ядра . Це приміщення служило складом зброї та боєприпасів або укриттям захисників . Незабаром, але не раніше VI століття, друге оборонне кільце частково було перекладене наново .
У VIII—IX століттях башта була добудована знову на кошти, які виділив уряд Візантії, під чиєю владою перебував у цей час Херсонес . Зміцнення пов'язане з частими військовими походами руських дружин та хазар на Візантію, в тому числі на її володіння в Криму. У ході робіт з посилення вежі її діаметр збільшили до двадцяти трьох метрів ще одним кільцем кладки . Також створили приміщення для варти. Перекидним містком з приміщення для варти можна було перебратися на майданчик, розташований над вхідними воротами до периболу . Після добудови вежі вона стала найбільшою оборонною спорудою в Північному Причорномор'ї . Більше вежа не добудовувалася через занепад міста.

## Археологічні дослідження
Перші археологічні дослідження вежі проводив в 1898 році Карл Казимирович Косцюшко-Валюжинич. Ним були закладені розкопи у вежі, а також частково розкрита її внутрішня частина. У 1910–1911 роках Р. Х. Лепер продовжив дослідження вежі. У 1910 році він виявив чотири надгробні стели і кілька архітектурних деталей з поліхромним розписом .
У 1960 році під керівництвом С. Ф. Стржелецького знову проводилися дослідження вежі, в ході яких було проведено розкопки найдавнішої центральної частини. Були виявлені численні надгробні пам'ятники та архітектурні деталі, з яких складається ядро вежі. Надгробні стели датуються IV—III століттям до н. е. і належать до старої частині некрополя. До їхньої знахідки було відомо порівняно мало про Херсонеські надгробки елліністичного періоду і знахідка дозволила краще їх вивчити .
Всього у вежі було знайдено близько чотирьохсот фрагментів надгробних пам'ятників та архітектурних деталей, що дозволило, порівнюючи окремі стели та фрагменти, відтворити форму, розміри і розфарбовування пам'яток .

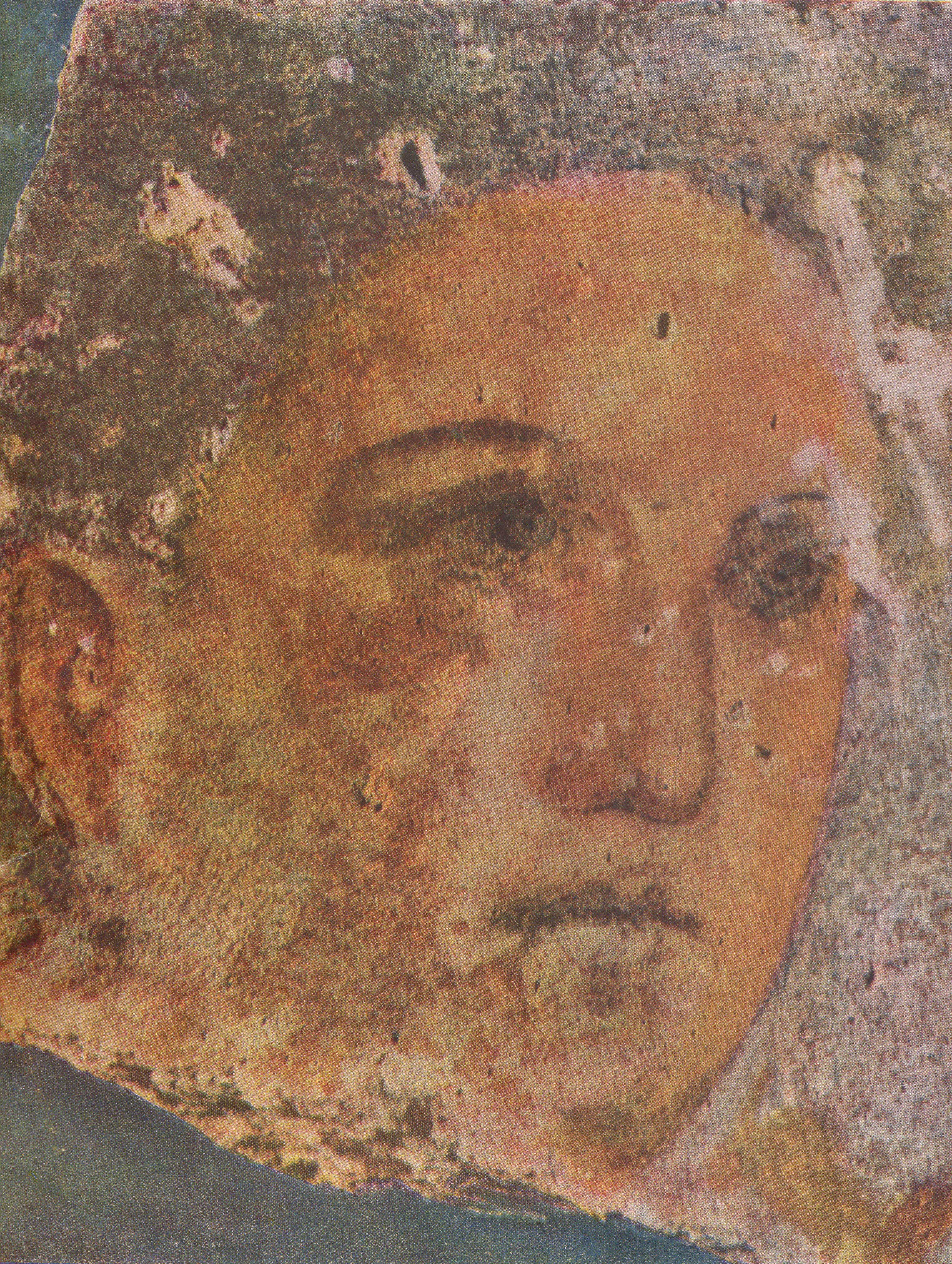
Портрет юнака IV століття до н. е., виконаний в техніці енкаустики та виявлений у вежі Зенона
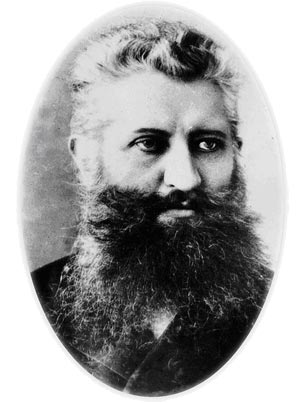
Перший дослідник вежі Зенона Карл Казимирович Косцюшко-Валюжинич

Стели, знайдені в башті, — це видовжені кам'яні плити зі витонченими, легкими пропорціями, які трохи звужуються догори. Ширина плити в 4-4,5 рази менше висоти. Передня і бічні грані оброблені гладко, на відміну від задньої грані з грубою обробкою. Зверху стели розташована архітектурна прикраса у вигляді акротерія тонкої роботи або карнизу, а на лицьовій та, іноді, бічних гранях виконані розетки, а також зображення предметів за яким можна дізнатися про покійного: вік, стать, суспільне становище, фах .

## У культурі
Назву вежі використовує міжнародний фестиваль військово-історичних клубів «Вежа Зенона», в рамках якого проводиться реконструкція побуту і військових подій Західної Європи і Русі XIII—XV століть.